# Библиотека университета Эрлангена — Нюрнберга
Библиотека университета Эрлангена — Нюрнберга (также Библиотека Эрлангенского университета; нем. Universitätsbibliothek Erlangen-Nürnberg, UB FAU) — публичная научная библиотека, являющаяся частью университета Эрлангена — Нюрнберга, расположенного в Баварии; обладает фондом в 5,4 миллиона носителей информации и является региональной библиотекой административного округа Средняя Франкония; входит в состав Баварской библиотечной сети (BVB); является крупнейшей баварской библиотекой за пределами столицы земли, Мюнхена. Библиотека состоит из четырёх центральных офисов и 15 филиалов, фонды которых распределены в двух сотнях мест хранения: основная библиотека и научно-техническая отраслевая библиотека (TNZB) расположены в Эрлангене, а библиотека экономических и социальных наук (WSZB) и педагогическая отраслевая библиотека (EZB) расположены в Нюрнберге. Библиотека университета Эрлангена была основана одновременно с университетом, в 1743 году.

## История
Университетская библиотека в Эрлангене была основана маркграфом Бранденбург-Байрейта Фридрихом III вместе с Университетом Фридриха-Александра в 1743 году. Первоначально она занимала одну комнату в бывшей городской Рыцарской академии. Основой книжной коллекции стала домашняя (придворная) библиотека маркграфа-основателя и личная библиотека первого ректора университета, датского медика Даниэля де Супервилля (1696—1773).
В 1805 году в Эрланген были доставлены коллекции, около 13 000 томов, из дворцовых библиотек в Ансбахе и Шванингене. В 1818 году король Баварии Максимилиан Иосиф издал указ о передаче в Эрланген библиотек Альтдорфского университета, который был распущен в 1809: это удвоило фонды, которые стали насчитывать около 80 000 томов. Возникшие проблемы с площадью помещений удалось решить быстро, поскольку с 1817 года — с момента смерти маркграфини Софии Каролины Брауншвейг-Вольфенбюттельской — замок (дворец) в Эрлангене стал собственностью университета. С 1825 года до начала XX века во дворце была собрана вся книжная коллекция университета.

Старое здание библиотеки (2014)

В 1913 году, после исчерпания дворцовых площадей, на участке между Университетской улицей и Унтерер-Карлштрассе было построено новое здание. Новый корпус, разделённый на административное крыло и складское помещение, практически не перестраивался с начала XX века: только в 1960-х годах из-за серьезных конструктивных дефектов была проведена реконструкция, а в двухэтажном общем читальном зале был установлен подвесной потолок. Здание и его обстановка находятся под охраной как памятник архитектуры с 1972 года.
В 1974 году напротив старого корпуса было построено новое здание, в которое переехали основные библиотечные фонды; администрации библиотеки, отдел рукописей и графическая коллекция остались на старом месте. Библиотека заметно выросла в 1960-е и 70-х годы, когда после объединения Нюрнбергского университета экономики и социальных наук с Нюрнбергским педагогическим университетом — и основанием технического факультета — их библиотеки были переданы единой университетской библиотеке. Кроме того, отдельные факультетские библиотеки были объединены в 15 филиалов, которые также стали частью общеуниверситетской библиотеки. Сегодня библиотека университета Эрлангена — Нюрнберга располагает помещениями в 200 местах: как в Эрлангене, так и в Нюрнберге.

## Любопытные факты
В университетской библиотеке в 1913 году филологом Элиасом фон Штайнмайером был обнаружен рукописный сборник сербского, боснийского и хорватского фольклора, являющийся самым важным собранием балканских песен до выхода книг Вука Караджича, известный как Эрлангенская рукопись. 